# Bak (Hongrie)
Pour les articles homonymes, voir Bak.
Bak (hongrois : Bak [ˈbɒk]) est une localité hongroise située dans le comitat de Zala.

## Site et localisation

### Topographie et hydrographie
Bak se situe dans la région des collines de Zala, au cœur du Göcsej, dans la vallée du ruisseau Felső-Válicka, à environ 12 kilomètres au sud de Zalaegerszeg, chef-lieu du comitat. 

## Histoire
La première mention écrite de Bak remonte à l'année 1239. En 1269, le roi Béla IV en fit don à l'abbaye bénédictine de Pannonhalma, mais son fils Étienne V le reprit par la suite. Le village passa plus tard entre les mains de l'abbaye de Zalavár. C'est durant cette période que la localité connut un développement significatif : elle obtint le statut de bourg en 1400 et accueillait déjà une foire nationale en 1421. Elle fut successivement sous la seigneurie de la famille Ördög, puis de Ferenc Nádasdy. À plusieurs reprises au XVIe siècle et après 1600, Bak fut ravagée par les incursions ottomanes.
En 1690, le domaine passa à la famille Széchényi, qui y établit un grand domaine agricole (majorság). Bien que la localité ait auparavant bénéficié du statut de bourg, elle redevint un simple village au cours du XVIIIe siècle. Dans les années 1820, le comte István Széchenyi modernisa les pratiques agricoles sur ses terres. En 1839, un important incendie détruisit entièrement le village.
En 1898, la ligne de chemin de fer reliant Csáktornya (aujourd'hui Čakovec), Zalaegerszeg et Ukk traversa la localité. Le réseau routier y arriva dans les premières décennies du XXe siècle, et un service d'autobus régulier y fut établi dès 1935.
Pendant la Seconde Guerre mondiale, de nombreux soldats originaires de Bak périrent, et une partie importante de la population juive, ainsi qu'un petit nombre d'habitants roms, furent déportés vers les camps d'extermination.
Après la guerre, la localité connut un nouvel essor. En 1962, le siège de l'exploitation agricole d'État y fut transféré, offrant de nombreux emplois aux habitants. Son développement se poursuivit même dans les années 1990, avec une hausse notable de la fréquentation touristique.
Le 14 novembre 1998, une fuite de gaz eut lieu sur le gisement d'hydrocarbures voisin de Nagylengyel, ce qui entraîna l'évacuation temporaire de la population de Bak pendant plusieurs jours.

## Population

### Minorités culturelles et religieuses
Lors du recensement de 2011, 96,5 % des habitants de Bak se sont déclarés hongrois, 2,16 % roms et 0,93 % allemands. Du point de vue religieux, 64,7 % se déclaraient catholiques romains, 1,04 % réformés, 4,9 % sans appartenance religieuse, tandis que 28,1 % des personnes interrogées n'ont pas souhaité répondre à cette question.
En 2022, 92,7 % des habitants se déclaraient hongrois, 2,4 % roms, 0,7 % ukrainiens, 0,7 % allemands, 0,2 % croates, et 0,1 % respectivement arméniens et roumains. Par ailleurs, 2 % se disaient d'une autre nationalité non autochtone, et 6,4 % n'ont pas répondu à la question sur l'appartenance nationale. En raison des identités multiples autorisées, la somme des pourcentages peut dépasser 100 %.
Sur le plan religieux, 55,8 % de la population se déclarait catholique romaine, 1 % réformée, 0,5 % luthérienne, 0,1 % grecque-catholique, 0,5 % autre chrétienne et 1,6 % affiliée à une autre Église catholique. En outre, 7 % se disaient sans religion et 33,5 % n'ont pas souhaité se prononcer.

## Équipements

### Réseaux extra-urbains
Bak est accessible par plusieurs routes nationales, notamment la route 75 (reliant Keszthely à Lenti et Rédics) et la route 74 (qui relie la région de Nagykanizsa à Vasvár). Elle est également reliée à Zalaegerszeg et aux localités voisines par la route secondaire 7410. Depuis la région de Letenye, la route 7536, qui part de Becsehely, mène également à Bak. La route 7543 la relie à ses voisines du sud-ouest jusqu'à Páka.
La localité est desservie par de nombreuses lignes de bus interurbains, assurant des liaisons directes avec Zalaegerszeg, Nagykanizsa, Lenti et même Budapest.
Bak est également accessible par le train, via la ligne ferroviaire reliant Rédics à Zalaegerszeg. La gare de Bak se trouve entre les arrêts de Sárhida et Baktüttös, dans la partie sud du territoire bâti. Elle est située non loin du passage à niveau de la route 75 et est accessible par une voie secondaire, la route 73 366.

## Patrimoine local
La maison communale (faluház) de Bak, conçue par l'architecte Imre Makovecz, figure parmi les édifices les plus emblématiques du village. Elle illustre le style organique caractéristique de son œuvre, mêlant formes naturelles et traditions hongroises.
La localité abrite également une église catholique romaine, lieu de culte central pour la communauté, qui témoigne de la longue tradition religieuse du village.

## La localité dans les représentations
Bak est l'une des cinq localités hongroises dont le nom a été donné à un cratère sur la planète Mars. Ce cratère, d'un diamètre de 3,2 kilomètres, porte officiellement ce nom depuis 1988.